# St. Maria Rosenkranz (Düsseldorf-Wersten)

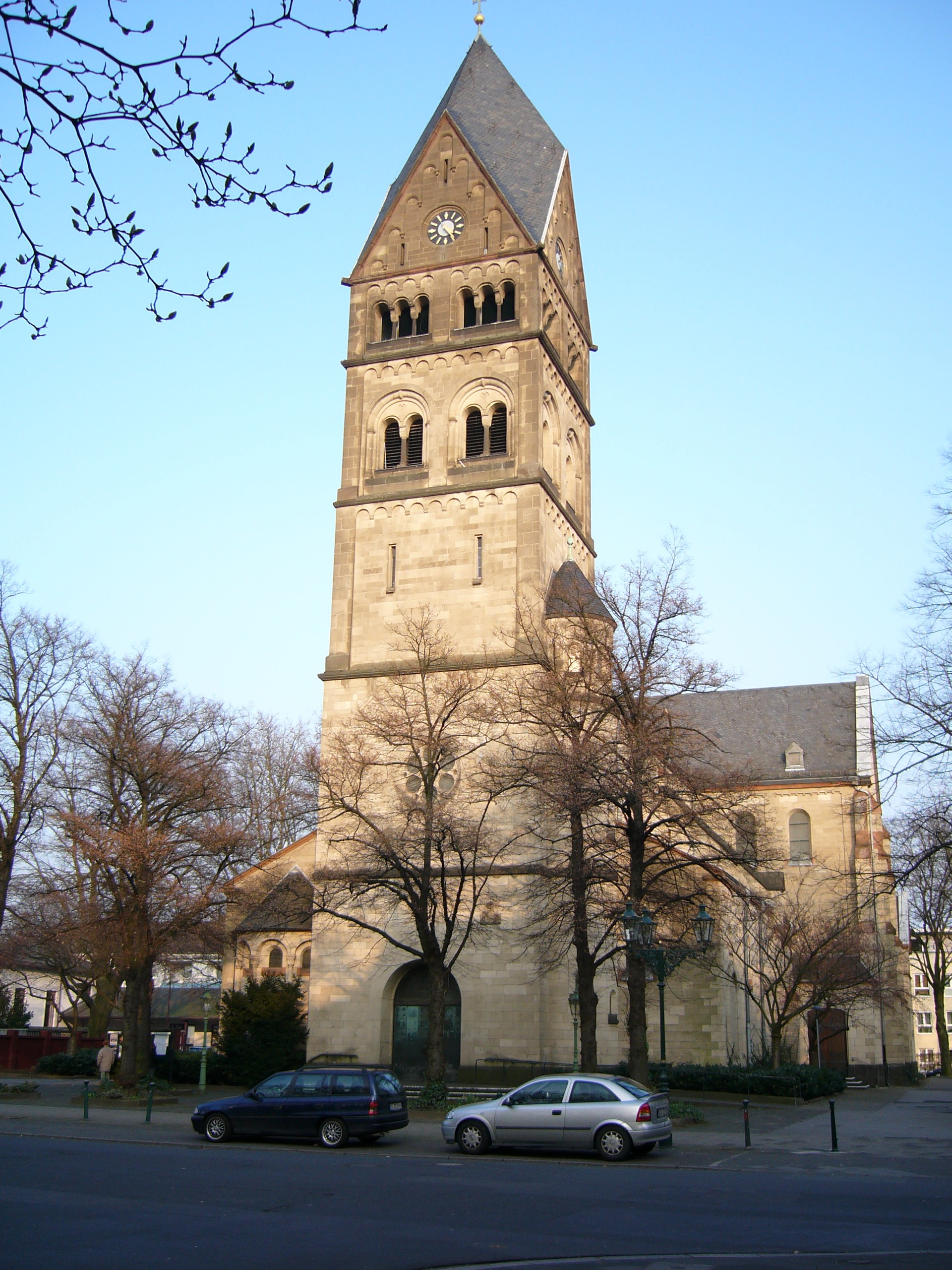
St. Maria Rosenkranz

St. Maria Rosenkranz ist eine katholische Pfarrkirche im Düsseldorfer Stadtteil Wersten. Die neuromanische Basilika wurde zu Beginn des 20. Jahrhunderts errichtet.

## Geschichte
Wersten gehörte bis 1899 zur Pfarrgemeinde St. Nikolaus in Himmelgeist. Bereits am 1. Januar 1884 wurde ein Kirchbauverein Wersten gegründet, der im Juni 1890 ein Grundstück in Wersten erwarb.
1891 wurde eine Notkirche aus einer erworbenen alten Kesselschmiede errichtet und 1893 geweiht.
1899 wurde dann die Einrichtung einer eigenen Pfarrei in Wersten beantragt, woraufhin am 22. März 1901 die Erhebung zur Pfarrei erfolgte.
Von 1907 bis 1910 wurde die neoromanische Basilika St. Maria Rosenkranz vom Architekten Wilhelm Sültenfuß, der mehrere Kirchen im neuromanischen Stil erbaute, errichtet. Im Oktober 1910 erfolgte schließlich die Weihe durch den Bischof.
Die Kirche wurde in den beiden letzten Jahren des Zweiten Weltkrieges schwer beschädigt, der Wiederaufbau dauerte bis 1955, einige Gewölbegemälde waren nicht wiederherstellbar.
In den 1990er-Jahren wurde die Innenausmalung noch einmal farblich umgestaltet.

## Architektur

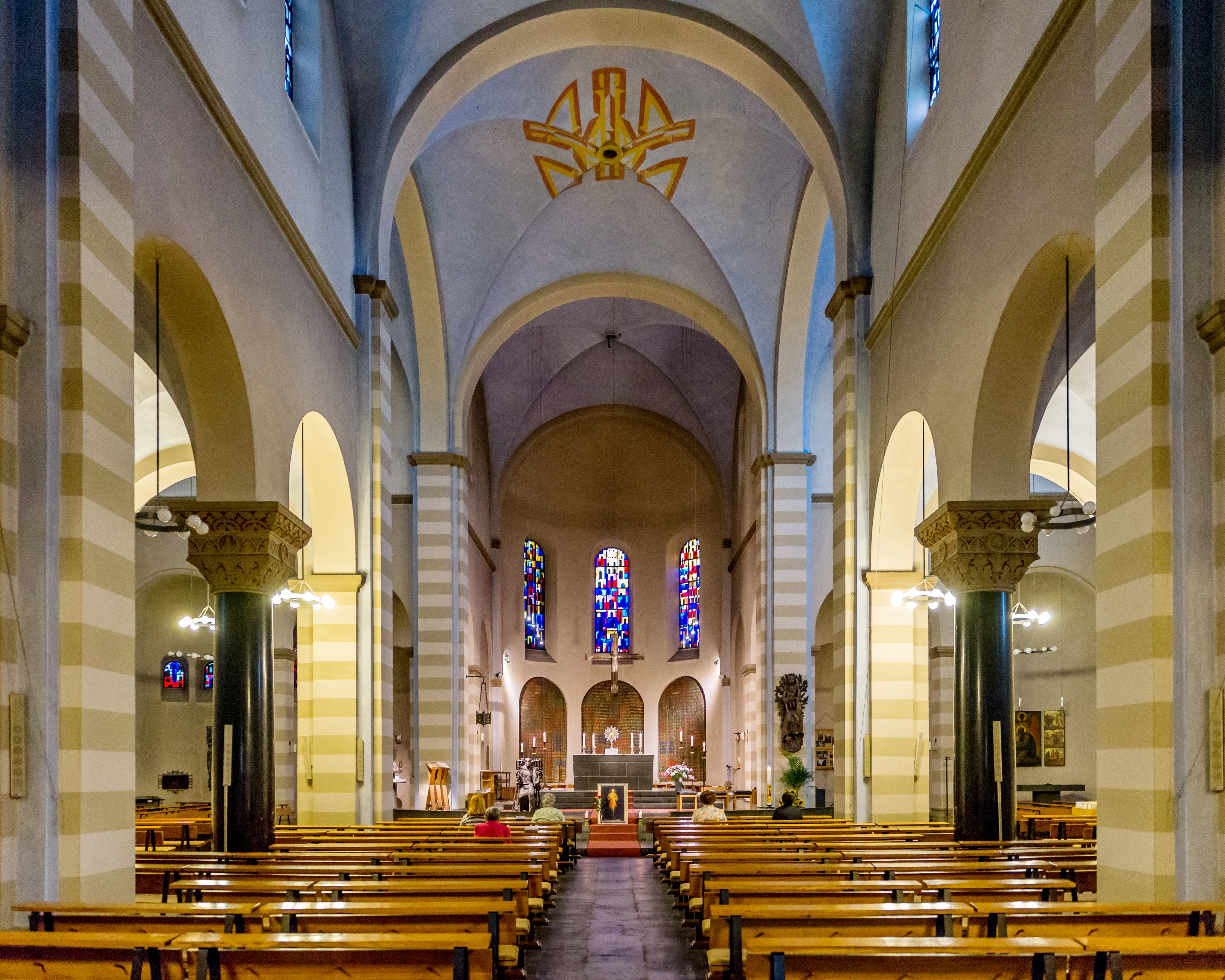
Innenraum

Wie die meisten zu Beginn des 20. Jahrhunderts in Düsseldorf und Umgebung errichteten Gotteshäuser wurde auch St. Maria Rosenkranz im neoromanischen Stil erbaut. Vorbild war die romanische Architektur der Stauferzeit. Architekt war Wilhelm Sültenfuß.
Die Kirche ist eine dreischiffige Basilika mit Querhaus. Hinter der Vierung befindet sich eine runde Apsis. Der Turm ist Bestandteil des Portals.
An den Seiten finden sich frühgotische Strebebögen.
Die Rundbogenfenster sowohl in den Obergaden als auch in den Seitenschiffen sind ebenso dem traditionellen Stil der Hochromanik angelehnt wie die Rosettenbänder an der Fassade und die Doppel-Rundbogenfenster im Turm.
Die ursprünglich spätexpressionistischen Fenster überstanden den Zweiten Weltkrieg ebenso wenig wie die Deckengemälde von Hans Kohlschein.
Die Neugestaltung des Innenraumes in den 1950er-Jahren erfolgte durch den Architekten Hans Schwippert.

## Gemeinde
Die katholische Pfarrei St. Maria Rosenkranz gehört zur Seelsorgeeinheit Düsseldorfer Rheinbogen, die neben der zweiten katholischen Pfarrei in Wersten St. Maria in den Benden auch die Pfarreien St. Nikolaus, St. Hubertus und St. Joseph in den südlichen Nachbarstadtteilen Himmelgeist, Itter und Holthausen umfasst.

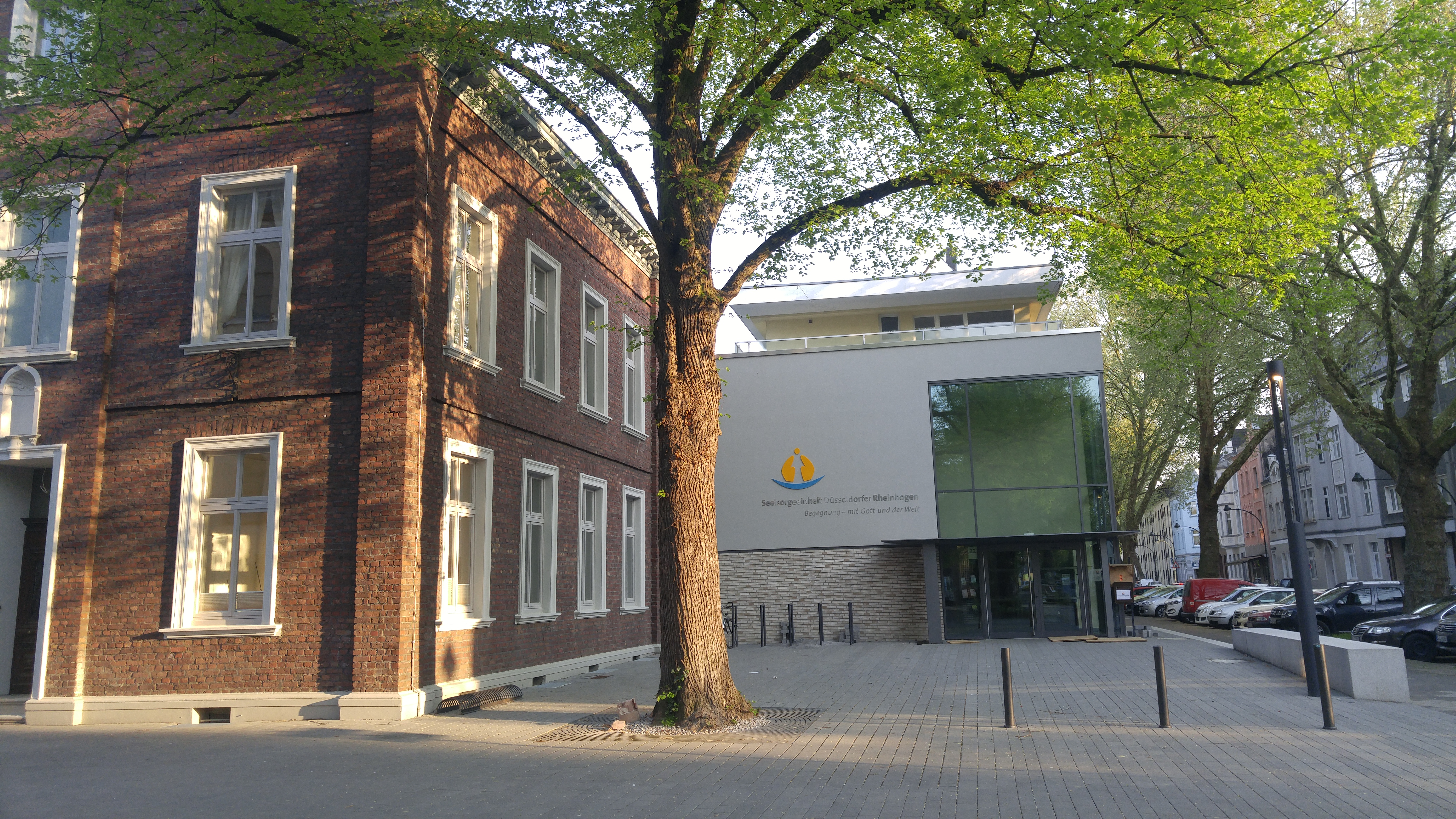
Pastoralbüro der Seelsorgeeinheit und Pfarrzentrum
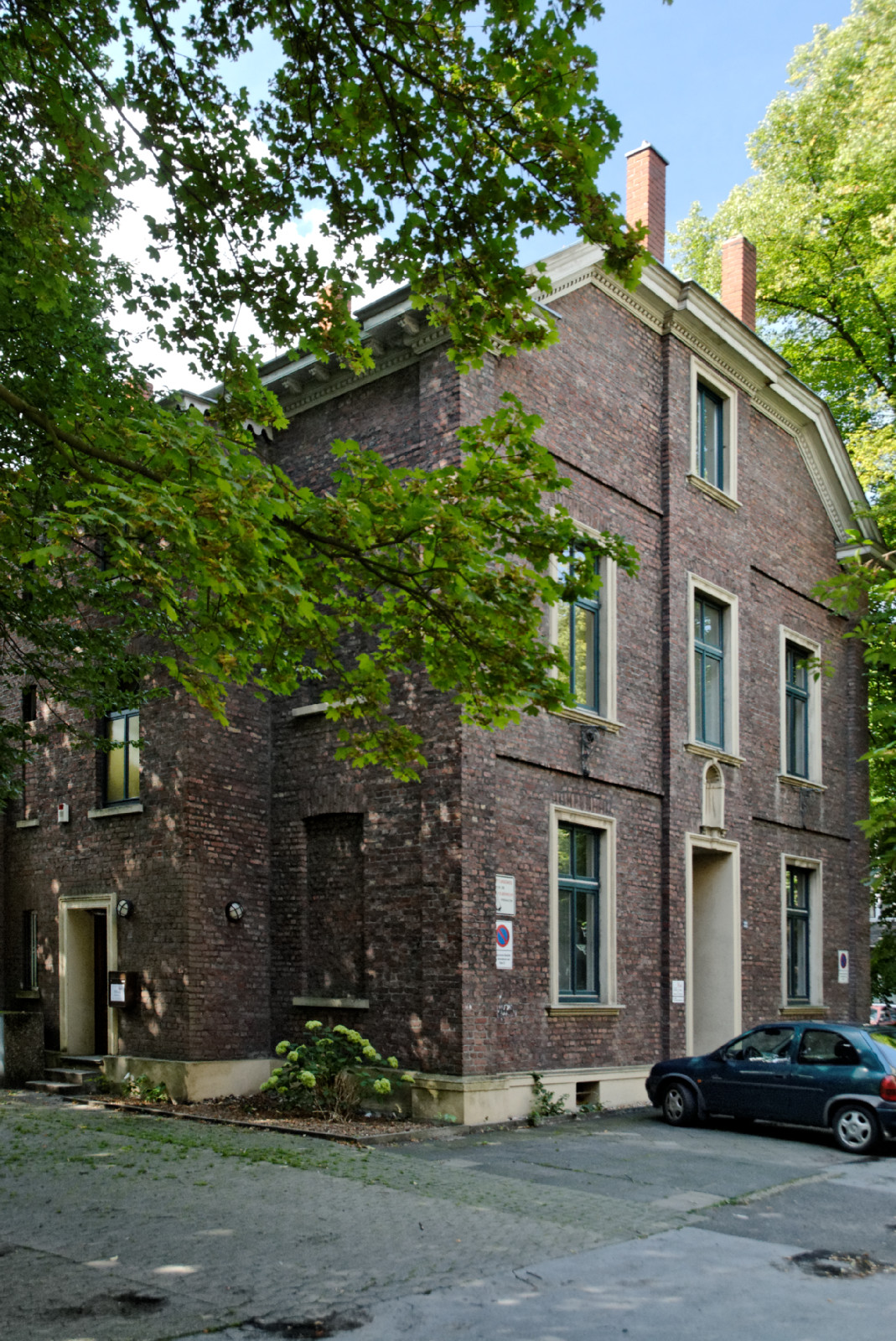
Ehemalige Kaplanei vor ihrem Umbau zum Pastoralbüro
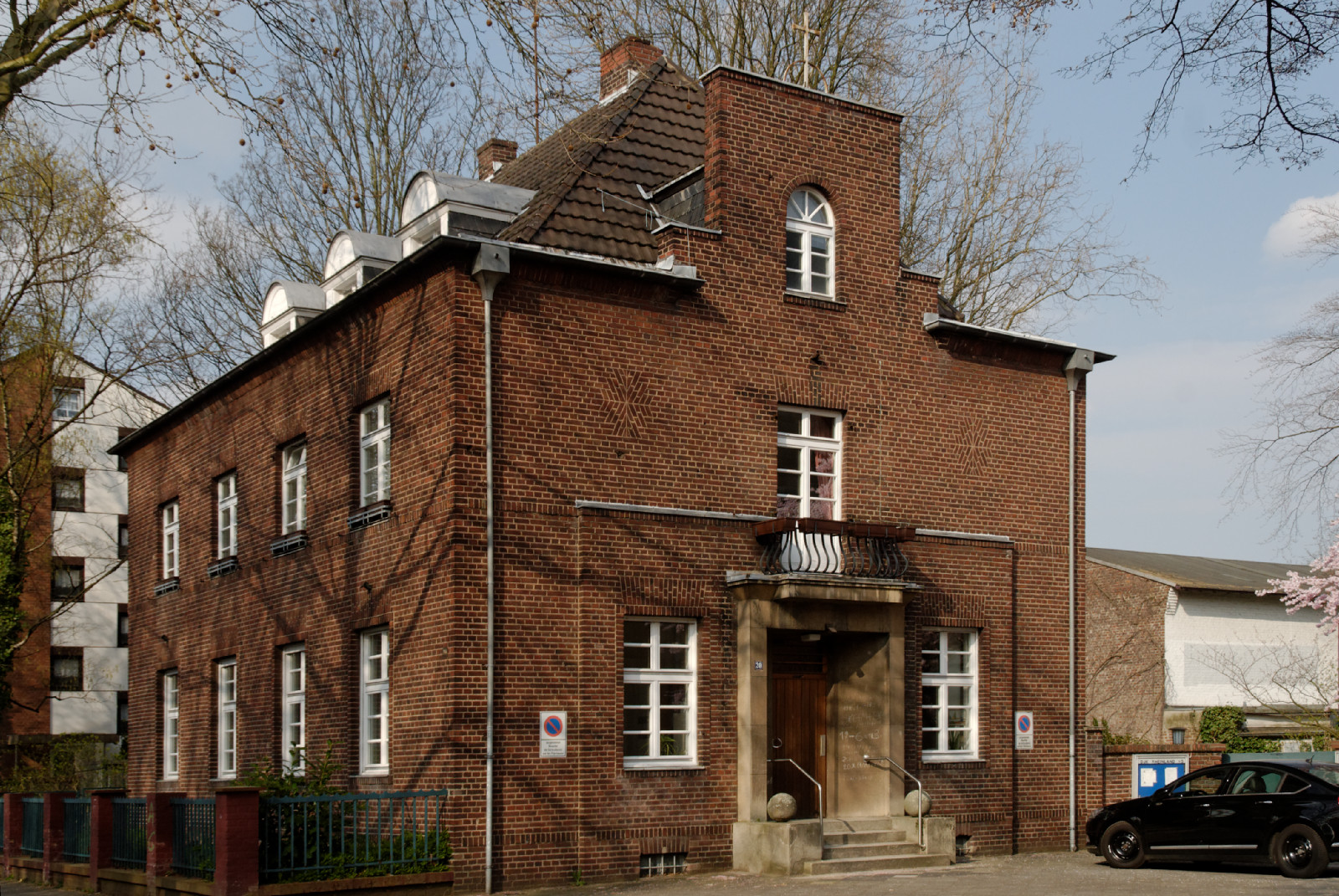
Ehemaliges Pfarrhaus und Pastoralbüro

### Internationale Seelsorge
Neben der Ortsgemeinde wird die Kirche auch von aus Vietnam stammenden Katholiken genutzt. Regelmäßig finden katholische Gottesdienste in vietnamesischer Sprache in St. Maria Rosenkranz statt.